# Співучасть у злочині
Співучастю у злочині (за українським законодавством — у кримінальному правопорушенні) є умисна спільна участь декількох осіб (суб'єктів злочину) у вчиненні умисного злочину.
Співучасть утворює самостійний інститут кримінального права.

## Види співучасників
Співучасниками злочину є виконавець, організатор, підбурювач та пособник.
Виконавцем (співвиконавцем) є особа, яка у співучасті з іншими суб'єктами злочину безпосередньо чи шляхом використання інших осіб, вчинила злочин.
Організатором є особа, яка організувала вчинення злочину або керувала його підготовкою чи вчиненням. Організатором також є особа, яка утворила організовану групу чи злочинну організацію або керувала нею, або особа, яка забезпечувала фінансування чи організовувала приховування злочинної діяльності організованої групи або злочинної організації.
Підбурювачем є особа, яка умовлянням, підкупом, погрозою, примусом або іншим чином схилила іншого співучасника до вчинення злочину.
Пособником є особа, яка порадами, вказівками, наданням засобів чи знарядь або усуненням перешкод сприяла вчиненню злочину іншими співучасниками, а також особа, яка заздалегідь обіцяла переховати злочинця, знаряддя чи засоби вчинення злочину, сліди злочину чи предмети, здобуті злочинним шляхом, придбати чи збути такі предмети, або іншим чином сприяти приховуванню злочину.
Виділяють фізичне та інтелектуальне пособництво. Фізичне пособництво: надання засобів чи знарядь, усунення перешкод здійсненню злочину, сприяння приховуванню злочину, Інтелектуальне пособництво: дача порад, вказівок, заздалегідь дана обіцянка приховати злочинця, засоби і знаряддя вчинення злочину, сліди злочину або предмети, здобуті злочинним шляхом, приховування предметів, здобутих злочинним шляхом. «При підбурюванні шляхом надання порад, вказівок у виконавця створюється рішучість вчинити злочин, а при інтелектуальному пособництві ця рішучість вже має місце, вона лише зміцнюється такими порадами, вказівками, що дає пособник».

## Форми співучасті

### Проста і складна співучасть
Проста співучасть (співвиконавство, співвинуватість), є там, де всі співучасники є виконавцями злочину, виконують однорідну роль, їх дії можуть мати різний характер. Наприклад, один із виконавців погрожує жертві ножем, інший б'є її, а третій виймає гроші з кишені.
Складна співучасть (співучасть із розподілом ролей) полягає в тому, що співучасники виконують різнорідні ролі, тут є розподіл ролей — один чи кілька з них виконавці, інші — підбурювачі, пособники тощо.

### За ступенем стійкості зв'язків співучасників
1. вчинення злочину групою осіб;
2. вчинення злочину за попередньою змовою групою осіб;
3. вчинення злочину організованою групою;
4. вчинення злочину злочинною організацією.

## Відповідальність співучасників
Відповідальність співучасників, що діють в організованій групі чи злочинній організації, визначається таким чином:
а) організатор організованої групи чи злочинної організації несе відповідальність за всі злочини, вчинені цими угрупуваннями за умови, якщо вони охоплювалися його умислом;
б) інші учасники (організованої групи чи злочинної організації) несуть відповідальність за ті злочини, у підготовці чи у вчиненні яких вони брали участь, незалежно від тієї ролі, що виконував у злочині кожний із них;
в) кваліфікація дій всіх цих співучасників настає за тією статтею Особливої частини КК, яка передбачає відповідальність за вчинення певного злочину злочинною організацією чи організованою групою.